# Падилья Руш, Ригоберто
Ригобе́рто Пади́лья Руш (исп. Rigoberto Padilla Rush, 5 сентября 1929, Минас-де-Оро, департамент Комаягуа — 20 октября 1998, Тегусигальпа) — гондурасский политик, один из основателей и генеральный секретарь Коммунистической партии Гондураса (КПГ) в 1978–1990 годах.

## Биография
Выходец из крестьянской семьи, с юности принимал активное участие в революционном движении. По профессии радиотехник, в 1945–1948 работал радиооператором в авиационной компании в Ла-Лиме. В 1948 за свою деятельность подвергся аресту и впервые был заключен в тюрьму. Всего был в тюремном заключении трижды, часто отправлялся в изгнание, проведя в общей сложности 17 лет за пределами страны на Кубе, в Никарагуа, Болгарии и Советском Союзе.
В 1954 участвовал в подготовке и проведении первой конференции марксистов Гондураса, провозгласившей создание коммунистической партии (КПГ). В 1954–1957 по заданию партии занимался организацией забастовочного движения рабочих банановых плантаций. С 1954 – член ЦК КПГ, в 1955–1956 – член комитета КПГ Тегусигальпы, работал в нелегальной коммунистической прессе, был активным деятелем Патриотического комитета защиты прав народа и Национального фронта освобождения. С 1958 – член Политкомиссии ЦК, в 1964–1978 – член Секретариата ЦК, до 1972 ответственный за профсоюзную работу.
C мая 1977 – заместитель генерального секретаря, с декабря 1978, когда партия раскололась на просоветскую и прокитайскую группы – генеральный секретарь ЦК КПГ (с января 1986 – генеральный секретарь КПГ). В 1980-х годах воевал в партизанских отрядах, в 1990 был одним из принявших правительственную амнистию и вернувшихся на легальное положение.
В 1990 КПГ была распущена и вошла в состав «Партии патриотического обновления». В дальнейшем бывшие члены КПГ, в том числе Падилья Руш, действовали в рядах партии «Демократическое объединение», созданной в 1992 путём слияния нескольких небольших левых партий, включая ППО.
Автор воспоминаний «Мемуары коммуниста» (Тегусигальпа, 2001, ISBN 999926-15-94-X).